# Sonya Klopfer
Sonya Klopfer (nome de casada: Sonya Dunfield; Nova Iorque, Nova Iorque, 26 de dezembro de 1934) é uma ex-patinadora artística americana, que competiu no individual feminino. Ela conquistou uma medalha de prata e uma de bronze campeonatos mundiais e foi campeã do campeonato nacional americano. Klopfer disputou os Jogos Olímpicos de Inverno de 1952 terminando na quarta posição.

## Principais resultados
| Resultados                                            | Resultados       | Resultados        | Resultados       | Resultados    | Resultados    | Resultados    | Resultados    | Resultados    | Resultados    | Resultados    | Resultados    | Resultados    |
| Internacional                                         | Internacional    | Internacional     | Internacional    | Internacional | Internacional | Internacional | Internacional | Internacional | Internacional | Internacional | Internacional | Internacional |
| Evento/Temporada                                      | 1949– 1950       | 1950– 1951        | 1951– 1952       |               |               |               |               |               |               |               |               |               |
| ----------------------------------------------------- | ---------------- | ----------------- | ---------------- | ------------- | ------------- | ------------- | ------------- | ------------- | ------------- | ------------- | ------------- | ------------- |
| Jogos Olímpicos                                       |                  |                   | 4.ª              |               |               |               |               |               |               |               |               |               |
| Campeonato Mundial                                    | 5.ª              | Medalha de bronze | Medalha de prata |               |               |               |               |               |               |               |               |               |
| Campeonato Norte-Americano                            |                  | Medalha de ouro   |                  |               |               |               |               |               |               |               |               |               |
| Nacional                                              |                  |                   |                  |               |               |               |               |               |               |               |               |               |
| Campeonato dos Estados Unidos                         | Medalha de prata | Medalha de ouro   |                  |               |               |               |               |               |               |               |               |               |
|                                                       |                  |                   |                  |               |               |               |               |               |               |               |               |               |
| Legenda: Competição não foi disputada nesta temporada |                  |                   |                  |               |               |               |               |               |               |               |               |               |